# Rocca Feltresca
Pour les articles homonymes, voir Rocca Malatestiana.
La Rocca Feltresca ou Rocca di Monte Cerignone est une ancienne forteresse située dans la commune de Monte Cerignone, province de Pesaro et d'Urbino dans les Marches,.
Elle se trouve dans le territoire historique de Montefeltro sur le point culminant d'une colline dominant la haute vallée de la Conca.

## Historique
Le bâtiment remonte au XIIe siècle qui fut ensuite consolidé au XVe siècle, d'abord par les Malatesta, lorsque selon certaines sources, pendant la seigneurie de Sigismond Malatesta, il semble que Leon Battista Alberti, qui était occupé au chantier à l'époque, a supervisé la rénovation du Temple Malatesta à Rimini. En 1464, la forteresse fut conquise par la Maison de Montefeltro, et c'est à cette époque que d'autres interventions de restauration furent réalisées, par volonté du duc Frédéric III de Montefeltro, qui peuvent avoir vu l'intervention de l'architecte de confiance du duc, le siennois Francesco di Giorgio Martini, qui aurait éliminé la tour polygonale de l'extrémité sud et aménagé la partie nord ; mais aucun document prouve de tels travaux. 
L'édifice a subi plusieurs rénovations du XVIIe au XXe siècle ; en particulier, après la Seconde Guerre mondiale, une deuxième rampe d'accès fut construite du côté est, là où auparavant la forteresse apparaissait sur le rocher. Il a été restauré au début du XXIe siècle, en particulier au rez-de-chaussée et aux entresols, pour adapter les pièces afin d'accueillir les documents des archives historiques, l'une des plus importantes de Montefeltro, avec des documents remontant à l'an mille, certains appartenant à la cour qui se trouvait dans la forteresse au Moyen Âge, la plus ancienne de la région de Feretrano. En plus des archives, il existe également une cinémathèque et une photothèque. L'étage supérieur se visite et accueille des expositions temporaires.

## Description

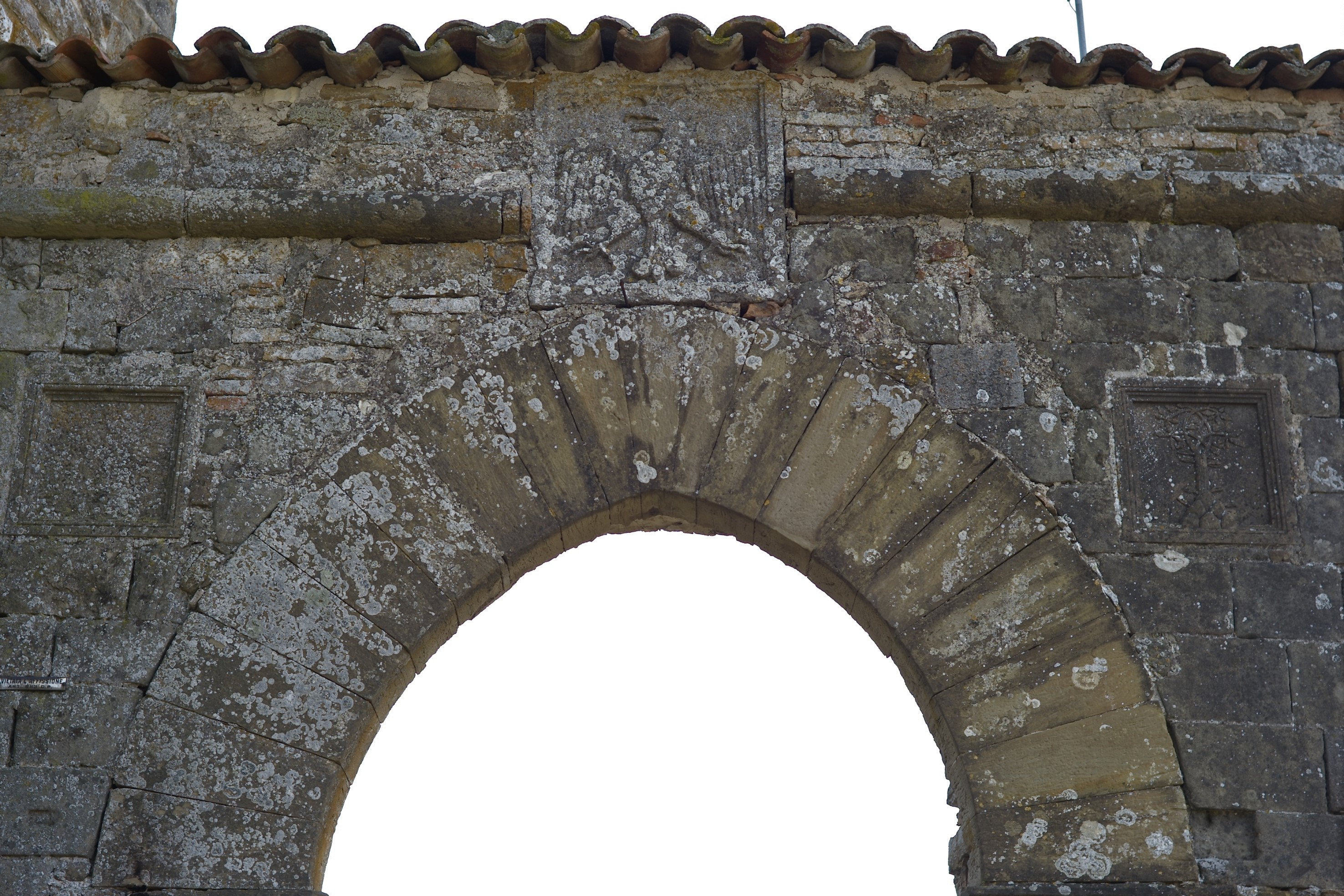
Les armoiries de la première entrée.

Malgré les remaniements des siècles qui suivirent le XVe siècle, la forteresse se présente comme un volume compact et robuste, accentué par le caractère essentiel des façades, composées de larges pans de murs en pierres apparentes. La façade principale est celle du nord, présentant un aspect plus élégant, avec deux ordres de fenêtres  à architrave (quatre par étage) au-dessus d'une bordure qui marque la jonction du mur de l'escarpement avec la partie supérieure ; l'une correspondant au rez-de-chaussée et l'autre au premier étage, ces dernières fenêtres reposent sur un encadrement de rebord et sont les seules de la forteresse à être agrémentées d'encadrements en pierre décorée. Sous la bordure se trouvent trois petites fenêtres correspondant au sous-sol. Cette façade est tournée vers la ville, donnant sur une place à partir de laquelle se développent les deux rampes, entourant le bâtiment sur trois côtés (nord, ouest et est). Un puissant mur entoure la base avec les fondations de la forteresse avec deux entrées le long de l'escalier, à l'angle nord-ouest où se trouve la première d'entre elles, composée d'un arc en ogive orné de trois armoiries (l'Aquila Feltresa, la Quercia Roveresca et une autre). La deuxième entrée ouvre sur la cour, à l'angle sud-ouest. Un petit portique (deux travées) surplombe la cour côté nord, tandis qu'à l'est se trouvent des escaliers menant au premier étage et au sous-sol.